# آنسن ویلیامز
آنسن ویلیامز (انگلیسی: Anson Williams؛ زادهٔ ۲۵ سپتامبر ۱۹۴۹) یک هنرپیشه، فیلم‌نامه‌نویس، و تهیه‌کننده اهل ایالات متحده آمریکا است. وی از سال ۱۹۷۱ میلادی تاکنون مشغول فعالیت بوده‌است.